# Kimberly Brooks
Kimberly Dahlia Brooks (de soltera Lawson; Condado de Butte, California, 29 de julio de 1981) es una actriz de voz estadounidense que trabaja en voz en off, películas, videojuegos, y teatro. Ha hecho voces variadas en videojuegos desde los años 90. Kimberly ha interpretado a Ashley Williams en la serie de Mass Effect, Jasper en Steven Universe, Buena Girl en ¡Mucha Lucha!, Shinobu Jacobs en No More Heroes y No More Heroes 2: Desperate Struggle, la Princesa Allura en Voltron: Legendary Defender, Mee Mee en El laboratorio de Dexter, y Luna en la franquicia de Scooby-Doo como parte de las Hex Girls.

## Filmografía

### Películas
- Diary of a Wimpy Kid: Rodrick Rules – Presentadora de noticias
- Batman: el misterio de Batimujer – Kathy Duquesne
- Jorge el curioso – Voces adicionales
- Jimmy Neutrón: El niño genio – Zachery, Reportera, Angie
- Justice League: War – Darla
- ¡Mucha Lucha!: The Return of El Maléfico – Buena Girl, Snow Pea
- Scooby-Doo y la leyenda del vampiro – Luna
- Scooby-Doo y el fantasma de la bruja – Luna
- Superman: Doomsday – Murphy
- The Wild Thornberrys Movie – Tally

### Televisión
- Ben 10: Omniverse – Princess Looma, Rayona
- The Big Bang Theory – Voz de teléfono, voz de scanner
- The Boondocks – Brownee Point
- Chowder – Chutney
- Danny Phantom – Angela Foley
- DC Superhero Girls – Bumblebee
- El laboratorio de Dexter – Mee Mee, Gwen, Chica #3, Morally Righteous Rita Doll, Alarma
- Doctora Juguetes – Doctora Maisha McStuffins
- Los padrinos mágicos – Walla (1 episodio)
- Gravity Falls – Voces adicionales
- Huff – Paula Dellahouse
- I Didn't Do It – GPS
- Jason and the Heroes of Mount Olympus – Voces adicionales
- Liga de la Justicia – Mrs. Saunders
- Motorcity – Mrs. Gordy
- ¡Mucha Lucha! – Buena Girl, Snow Pea, Cindy Slam
- Ozzy & Drix – Christine Kolchuck
- Phineas y Ferb – Voces adicionales
- Pickle & Peanut – Voces adicionales[7]
- The Powerpuff Girls – Joey, Hermana, Mamá #1, Hermano Pequeño
- Random! Cartoons – Super John Doe, Jr. (1 episodio)
- Rugrats – Lucy joven, Kittens, Animal del bosque
- Rugrats Pre-School Daze – Noah
- Scooby-Doo! Mystery Incorporated – Luna y Cassidy Williams (joven)
- Shuriken School – Jimmy B
- South Park – Classi
- Static Shock – Puff, Madelyn Spalding
- Steven Universe – Jasper, Malachite, Carnelian, Skinny
- Special Agent Oso – Doctora Maisha McStuffins
- Los jóvenes titanes – Sarasim
- Totally Spies! – Makita
- Dos hombres y medio – Voz de computadora
- The Loud House – Voces variadas
- Ultimate Spider-Man – Amanda Cage
- Voltron: Legendary Defender – Princess Allura
- ¿Qué hay de nuevo, Scooby-Doo? – Luna, Elliott Binder, Phylidia Flanders, Cantante #2, Janet Lawrence
- Winx Club – Stormy (doblaje de Nickelodeon)

### Video games
- Aliens: Colonial Marines – Redding
- Barbie Riding Club – Christie
- Batman: Arkham Asylum – Oracle, Bruce Wayne Joven, Sara Cassidy
- Batman: Arkham City – Oracle
- BioShock Infinite – Daisy Fitzroy[8]
- BioShock Infinite: Panteón Marino – Daisy Fitzroy
- Bullet Witch – Voces adicionales
- Call of Duty: Ghosts – Voces adicionales
- Clive Barker's Jericho – Muriel Green
- Code Name: S.T.E.A.M. – Califia
- Cross Edge – Anesha
- Dark Reign 2 – Sindi
- Dark Reign: Rise of the Shadowhand – Computadora
- Dark Reign: The Future of War – Computadora
- Dead Rising – Additional Voces
- Dead to Rights: Retribution – Michelle
- Dishonored – Dead Eel Thug, Hatter Thug
- Dragon Age: Origins – Lanaya, voces adicionales
- DreamWorks Voltron VR Chronicles – Allura
- EverQuest II – Voces femeninas
- Fallout 4 – Mujer de Brotherhood of Steel
- Goosebumps: Attack of the Mutant – Dinah
- Halo 4 – Dr. Lani Truman
- Halo 5: Guardians – Voces adicionales[9]
- Infamous – Voces adicionales
- Infamous: Second Son – Concrete Cannon[10]
- Infinity Blade III – Shell the Merchant
- Injustice: Dioses entre nosotros – Batgirl
- James Cameron's Avatar: The Game – Kendra Midori
- Lego Batman 3: Beyond Gotham – Batgirl, Fierce Flame
- Lightning Returns: Final Fantasy XIII – Voces adicionales[11]
- Lollipop Chainsaw – Rosalind Starling
- Lost Planet 2 – Varios
- Marvel: Ultimate Alliance 2 – Firestar, Psylocke
- Mass Effect – Ashley Williams
- Mass Effect 2 – Ashley Williams
- Mass Effect 3 – Ashley Williams
- The Matrix: Path of Neo – Niobe
- Maximo: Ghosts to Glory – Lenore, Mamba Marie, Sephonie
- Metal Gear Solid 4: Guns of the Patriots – Soldados enemigos, soldados MGO
- Minecraft: Story Mode – Binta
- Mugen Souls – Dees Vanguard
- No More Heroes – Shinobu Jacobs
- No More Heroes 2: Desperate Struggle – Shinobu Jacobs
- Saints Row: The Third – Pedestrian
- Shark Tale – Voces adicionales
- Skylanders: SuperChargers – Echo[12]
- South Park: Retaguardia en peligro – Classi
- Spider-Man 3 – Voces adicionales
- Spider-Man: Web of Shadows – Miscellaneous
- Star Wars: Galactic Battlegrounds – Capitán Naboo Scout, Piloto de Y-Wing
- Star Wars: Caballeros de la Antigua República – Voces adicionales
- Stormrise – Hunter Pilot
- The Legend of Heroes: Trails of Cold Steel – Angelica Rogner
- Tom Clancy's EndWar – Unnamed Newsreader[13]
- XCOM: Enemy Unknown – Soldado